# UNITER 2009
Ediția a XVII-a a Premiilor UNITER a avut loc luni, 13 aprilie 2009 la Teatrul Național din București. 

## Nominalizări și câștigători
Câștigătorii apar cu font îngroșat. 

### Cel mai bun spectacol
- Trei surori, regia Tompa Gábor, Teatrul Maghiar din Cluj
- Omul Pernă, regia Radu Afrim, Teatrul „Maria Filotti” din Brăila
- Ivona, principesa Burgundiei, regia László Bocsárdi, Teatrul „Támasi Áron” din Sfântu Gheorghe

### Cel mai bun regizor
- Tompa Gábor, pentru Trei surori
- Radu Afrim pentru Omul Pernă
- László Bocsárdi pentru Ivona, principesa Burgundiei

### Cel mai bun actor în rol principal
- Victor Rebengiuc, pentru rolul Willy Loman din spectacolul Moartea unui comis voiajor la Teatrul Bulandra din București
- László Mátray, pentru rolul Prințul Filip din spectacolul Ivona, principesa Burgundiei la Teatrul „Támasi Áron” din Sfântu Gheorghe
- Zsolt Bogdán, pentru rolul Veșinin din spectacolul Trei surori la Teatrul Maghiar din Cluj

### Cea mai bună actriță în rol principal
- Mariana Mihuț, pentru rolul Lear din spectacolul Lear montat la Bulandra de Andrei Șerban
- Dorina Chiriac, pentru rolul Ioana din spectacolul Ioana și focul montat la Teatrul de Comedie din București de Cătălina Buzoianu
- Imola Kézdi, pentru rolul Mașa din spectacolul Trei surori montat la Teatrul Maghiar din Cluj de Tompa Gábor

### Cel mai bun actor în rol secundar
- Sorin Leoveanu, pentru rolul Lucio din Măsură pentru măsură montat de Silviu Purcărete pentru Teatrul Național „Marin Sorescu” din Craiova
- András Hatházi, pentru rolul Andrei din spectacolul Trei surori  montat de Tompa Gábor pentru Teatrul Maghiar din Cluj
- Tibor Pálffy, pentru rolul Șambelanul din spectacolul Ivona, principesa Burgundiei montat de László Bocsárdi pentru Teatrul „Támasi Áron” din Sfântu Gheorghe

### Cea mai bună actriță în rol secundar
- Valeria Seciu, pentru rolul Gloucester din spectacolul Lear montat de Andrei Șerban la Bulandra de Andrei Șerban
- Tünde Skovrán, pentru rolul Natașa din spectacolul Trei surori montat de Tompa Gábor la Teatrul Maghiar din Cluj
- Ada Simionică, pentru rolul Hilda din spectacolul And Bjork of course, montat de Radu Afrim la Teatrul „Toma Caragiu” din Ploiești

### Cea mai bună scenografie
- Velica Panduru, pentru Boala familiei M, spectacol montat de Radu Afrim la Teatrul Național „Mihai Eminescu” din Timișoara
- József Bártha, pentru Ivona, principesa Burgundiei
- Andrei Both, pentru Trei surori

### Teatru radiofonic
- Ionesco, cinci piese scurte, regia Alexandru Dabija
- Planeta mediocrilor, regia Attila Vizauer
- Ucigaș fără simbrie, regia Lucian Giurghescu

### Debut
- Ioana Anastasia Anton, pentru rolul Ofelia din spectacolul Hamlet de László Bocsárdi, la Teatrul Metropolis
- Florina Gleznea, pentru rolul Martha din Cui i-e frică de Virginia Wolf? de Mariana Cămărășanu
- Ionuț Grama, pentru rolul George din Cui i-e frică de Virginia Wolf? de Mariana Cămărășanu

### Premiul de Excelență
- Actrița Olga Tudorache

### Premiul pentru cel mai bun critic
- Mircea Morariu

### Premiul pentru întreaga activitate
- Actor: Mitică Popescu
- Actriță: Margareta Pogonat
- Scenografie: Dan Nemțeanu
- Regie: Gelu Colceag
- Critică: Alice Georgescu

### Premii speciale
- Pentru muzica de teatru: Vlaicu Golcea
- Pentru coregrafie: Păstorel Ionescu

### Premiul președintelui UNITER
- Ștefan Iordache

### Cea mai bună piesă românească a anului 2008
- Ziua perfectă de Antoaneta Zaharia – spectacol lectură la TNB Centrul de Cercetare și Creație Teatrală „Ion Sava”, regia Elena Morar[1]